# Mìn M18A1
Mìn M18A1 Claymore là một loại mìn dùng để chống nhân sự đối phương. Loại mìn này do Norman A. MacLeod phát minh và đưa vào sử dụng trong Quân đội Hoa Kỳ. Mìn Claymore khi nổ, bắn ra phía trước 100 m trong phạm vi hình cung 60° một loạt đạn bi bằng thép gây thương vong cho địch. Mìn này sử dụng chủ yếu để phục kích và chống lại đối phương xâm nhập khi gài ở chu vi doanh trại. Mìn Claymore cũng có tác dụng làm hư hại xe vỏ mềm.
Có rất nhiều loại mìn định hướng cả hợp pháp lẫn không hợp pháp được sao chép từ loại mìn này và được sản xuất ở nhiều nước. Ví dụ, các loại mìn định hướng của Liên Xô trước đây như MON-50, MON-90, MON-100, MON-200; MRUD (Serbia); No. 6 (Israel); MAPED F1 (Pháp); Mini MS-803,..v.v.

## Cấu tạo
Mìn M18A1 Claymore gồm vỏ màu ô liu, có hình dáng là một phần của hình trụ, lồi về phía trước. Trên vỏ, phần mặt lồi có dòng chữ "Front Toward Enemy", đó là mặt trước của mìn, mặt này phải đặt hướng về phía đối phương. Vỏ của mìn phần lỗi ở phía trước có rất nhiều viên bi, các viên bi này là nguồn sát thương chủ yếu khi mìn nổ. Thân mìn có nhồi thuốc nổ C-4.
Khi mìn nổ, tạo ra một vùng sát thương, với 700 mảnh sát thương là các viên bi bay với vận tốc 1.200 m/s .

## Chiến tranh Việt Nam
Mìn Claymore là một loại mìn sát thương định hướng dùng cho bộ binh. Mìn thường sử dụng trong các trận đánh phục kich đối phương. Mìn do Hoa Kỳ sản xuất đã được sử dụng trong chiến tranh Việt Nam. Cấu tạo của mìn rất đơn giản, vỏ bằng plastic chứa chất nổ mạnh có nhồi những viên bi kim loại ở bề mặt lồi, kíp nổ điện được nối với bộ phận phát điện nhỏ gọn cầm tay. Đây là một loại mìn định hướng có khả năng sát thương cao. Trong chiến tranh Việt Nam, có khi binh lính đã tháo thuốc nổ của mìn châm lửa đốt để nấu nước uống. Thuốc nổ màu trắng, cháy không khói và toả nhiều nhiệt. Khi hành quân, mìn claymore thường được đựng trong túi vải có quai đeo.

## Các phiên bản được sao chép từ M18A1
- M18  Chile
- Kiểu 66  Trung Quốc
- KM18A1  Hàn Quốc
- K440  Hàn Quốc.
- No 6  Israel
- VS-DAFM 7  Ý [2]
- P5 Mk1  Pakistan
- MON-50  Nga
- Arms-Tech MM-1 "Minimore"  Hoa Kỳ, loại nhỏ hơn, sử dụng cho Lực lượng đặc nhiệm.
- Shrapnel mine No 2  Cộng hòa Nam Phi
- Försvarsladdning 21  Thụy Điển
- FFV-013  Thụy Điển [3]
- LI-12/Truppmina 12  Thụy Điển [4]
- MDH-C40  Việt Nam
- IHR-60  Hungary